# Lee Ga-sub
Lee Ga-sub (Hangul: 이가섭, Hanja: 李家燮, RR: Lee Gaseop; 28 de diciembre de 1991) es un actor surcoreano.

## Biografía
Estudió en la Universidad Sejong (Sejong University).

## Carrera
Es miembro de la agencia Saram Entertainment (사람엔터테인먼트).
En agosto de 2020 se unió al elenco recurrente de la serie Forest of Secrets 2 (también conocida como Stranger 2) donde interpretó a Song Ki-hyun, un oficial de Segok.
En octubre de 2021 se unirá al elenco recurrente de la serie Jirisan (también conocida como Mount Jiri) donde dará vida a Kim-sol, un voluntario del parque nacional Jirisan.
En 2022 aparecerá como parte del elenco principal de la película It's Been A Long Time donde interpretará a Hyun-soo, un destacado estudiante de una prestigiosa universidad que ahora trabaja como investigador en una empresa y que en el pasado soñaba con dedicrse a la música, pero lo dejó debido a las expectativas que tenían sobre él las personas que lo rodeaban.

## Filmografía

### Series de televisión
| Año  | Título              | Personaje     | Notas         | Ref.  |
| ---- | ------------------- | ------------- | ------------- | ----- |
| 2020 | Forest of Secrets 2 | Song Ki-hyun  |               |       |
| 2020 | Zombie Detective    | Oh Hyung-chul | Ep. 2, 13, 14 | [ 4 ] |
| 2021 | Jirisan             | Kim-sol       |               |       |
| 2024 | Uncle Samsik        | Kim Gwang-min |               | [ 5 ] |
| 2024 | Black Out           | Hyun Soo-oh   |               | [ 5 ] |

### Películas
| Año  | Título                       | Personaje     | Notas                                                                                                  | Ref.  |
| ---- | ---------------------------- | ------------- | --- | ----- |
| 2011 | There Were None              | Seung-jun     | |       |
| 2011 | Social Service Agent         | "Texas"       | |       |
| 2016 | Go Walk Through In           | Joven         | |       |
| 2016 | The Boys Who Cried Wolf      | Joon-ho       | junto a Park Jong-hwan, Cha Rae-hyung, Ha Jun, Yoon Jung-il, Kim Ye-eun, Oh Chang-kyung y Ryu Jun-yeol |       |
| 2017 | The Seeds of Violence        | Joo-yong      | junto a Kim So-yeon, Jeong Jae-yoon, Park Sung-il y Park Kang-sub                                      |       |
| 2018 | Door Lock                    | Han Dong-hoon | junto a Gong Hyo-jin, Kim Ye-won, Kim Sung-oh, Jo Bok-rae, Lee Chun-hee, Lee Hong-nae y Han Ji-eun     |       |
| 2019 | Family Affair                | Jae-yoon      | junto a Jang Hye-jin, Tae In-ho, Kim Jin-young, Lee Hyo-je y Lee Jong-won                              | [ 6 ] |
| 2019 | Noryangjin: The Exam Village | Chun-gi       | cortometraje                                                                                           |       |
| 2022 | It's Been A Long Time        | Hyun-soo      | junto a Bang Min-ah y Yoo Seon-ho                                                                      | [ 7 ] |

## Premios y nominaciones
| Año  | Categoría             | Premio                               | Trabajo               | Resultado |
| ---- | --------------------- | ------------------------------------ | --------------------- | --------- |
| 2018 | Best New Actor        | 2018 Korea Best Star Award           | The Seeds of Violence | Ganó      |
| 2018 | Best New Actor        | 39th Blue Dragon Film Award          | The Seeds of Violence | Nominado  |
| 2018 | Best New Actor (Film) | 2nd The Seoul Award                  | The Seeds of Violence | Nominado  |
| 2018 | Best New Actor        | 55th Grand Bell (Daejong Film) Award | The Seeds of Violence | Ganó      |
| 2018 | Best New Actor        | 27th Buil Film Award                 | The Seeds of Violence | Nominado  |
| 2018 | Best New Actor        | 23rd Chunsa Film Art Award           | The Seeds of Violence | Nominado  |
| 2018 | Best New Actor        | 54th Baeksang Arts Award             | The Seeds of Violence | Nominado  |
| 2017 | Best New Actor        | Cine 21 Award                        | The Seeds of Violence | Ganó      |